# Böloxen
Böloxen är en sjö i Norbergs kommun i Västmanland och ingår i Dalälvens huvudavrinningsområde. Sjön är 9,5 meter djup, har en yta på 0,192 kvadratkilometer och är belägen 182 meter över havet. Sjön avvattnas av vattendraget Klintboån.

## Delavrinningsområde
Böloxen ingår i det delavrinningsområde (667211-150725) som SMHI kallar för Ovan 667148-150882. Medelhöjden är 181 meter över havet och ytan är 3,12 kvadratkilometer. Det finns inga avrinningsområden uppströms utan avrinningsområdet är högsta punkten. Klintboån som avvattnar avrinningsområdet har biflödesordning 2, vilket innebär att vattnet flödar genom totalt 2 vattendrag innan det når havet efter 142 kilometer. Avrinningsområdet består mestadels av skog (87 procent). Avrinningsområdet har 0,19 kvadratkilometer vattenytor vilket ger det en sjöprocent på 6,1 procent.